# Goniopholis
Genre
Espèces de rang inférieur
- G. crassidens Owen, 1841 (espèce-type)
- G. simus Owen, 1878
- G. baryglyphaeus Schwarz, 2003
- G. kiplingi Andrade, 2011
- G. lucasii Cope, 1878
- G. stovalli Mook, 1964
- G. gilmorei Holland, 1905
- G. gracilidens (Owen, 1879), Salisbury, 2002
- G. phuwiangensis Buffetaut & Ingavat, 1983
- G. willetti Salisbury & Naish, 2011

Goniopholis est un genre éteint de crocodyliformes qui vivait en Afrique,en Asie et en Europe durant le Jurassique supérieur et le Crétacé inférieur.

## Description
Goniopholis (go-ni-o-fo-lis) était une sorte de crocodiles qui vivait dans les rivières et les marécages. Il pouvait atteindre 4 mètres de long. À l'affût dans l'eau, il sautait sur les proies s'aventurant à sa portée.

## Liste d'espèces
Selon Paleobiology Database (23 mai 2012) :
- † Goniopholis affinis
- † Goniopholis baryglyphaeus
- † Goniopholis crassidens
- † Goniopholis kiplingi
- † Goniopholis phuwiangensis
- † Goniopholis simus
- † Goniopholis willetti